# Simonas Serapinas
Simonas Serapinas, né le 24 février 1982, à Klaipėda, en République socialiste soviétique de Lituanie, est un joueur lituanien de basket-ball. Il évolue au poste d'ailier.

## Palmarès
- Ligue baltique 2005